# The Naturalist on the River Amazons

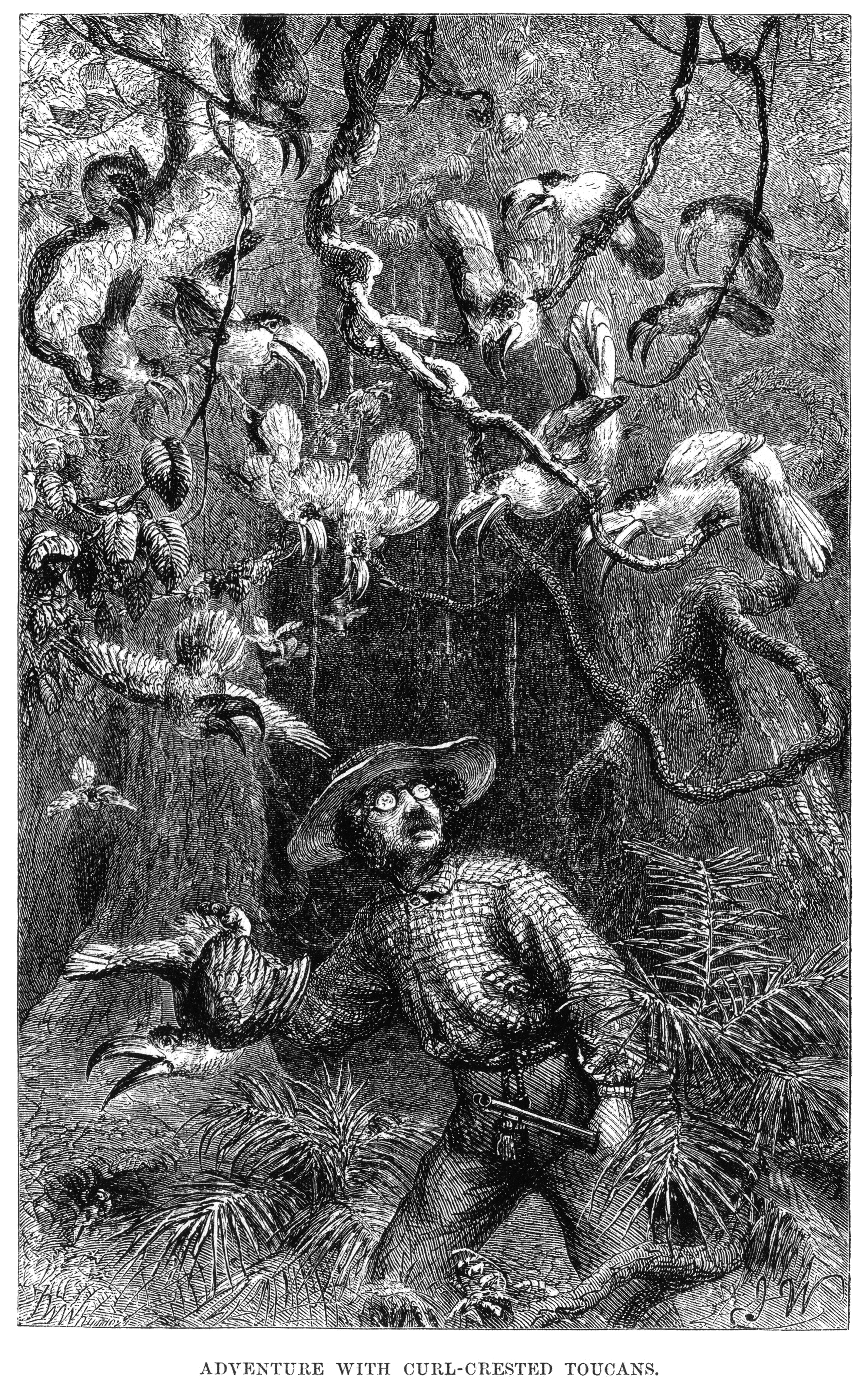
Frontispiz zu Band 1 von Josiah Wood Whymper mit dem Titel „Adventure with Curl-Crested Toucans“ (Abenteuer mit kraushaarigen Tukanen). Das Bild ist irreführend, da Bates keine Waffe trug, als er den Vögeln begegnete.

The Naturalist on the River Amazons, ergänzend A Record of the Adventures, Habits of Animals, Sketches of Brazilian and Indian Life, and Aspects of Nature under the Equator, during Eleven Years of Travel, ist ein 1863 erschienenes Buch des britischen Naturforschers Henry Walter Bates über seine Expeditionsreise von 1848 bis 1859 im Amazonasgebiet.
Nach Bates Rückkehr nach England wurde er von Charles Darwin ermutigt, seinen elfjährigen Aufenthalt im Amazonasgebiet in einem Buch festzuhalten. Das Ergebnis wurde weithin bewundert, nicht zuletzt von Darwin; andere Rezensenten widersprachen manchmal der Unterstützung des Buches für die Evolutionstheorie, genossen aber im Allgemeinen seinen Bericht über die Reise, die Landschaft, die Menschen und die Naturgeschichte. Das Buch wurde viele Male nachgedruckt, meist in Bates eigener effektiver Kurzfassung für die zweite Auflage, in der die eher technischen Beschreibungen weggelassen wurden.

„…the best book of Natural History Travels ever published in England – Charles Darwin“

## Inhalt
Das Buch enthält eine gleichmäßig verteilte Mischung aus Naturgeschichte, Reisen und Beobachtung menschlicher Gesellschaften, einschließlich der Städte mit ihren römisch-katholischen Prozessionen. Es werden nur die bemerkenswertesten Entdeckungen von Tieren und Pflanzen beschrieben. Theorien wie Evolution und Mimikry werden kaum erwähnt. Bates bemerkt, dass das Finden einer neuen Spezies nur der Anfang ist; er beschreibt auch das Verhalten der Tiere, manchmal im Detail, wie bei den Heeresameisen. Er bringt die Wildtiere ständig in Beziehung zum Menschen und erklärt, wie die Menschen jagen, was sie essen und was sie als Medizin verwenden. Das Buch ist mit Zeichnungen von führenden Künstlern illustriert, darunter E. W. Robinson, Josiah Wood Whymper, Joseph Wolf und Johann Baptist Zwecker.

### Kapitel

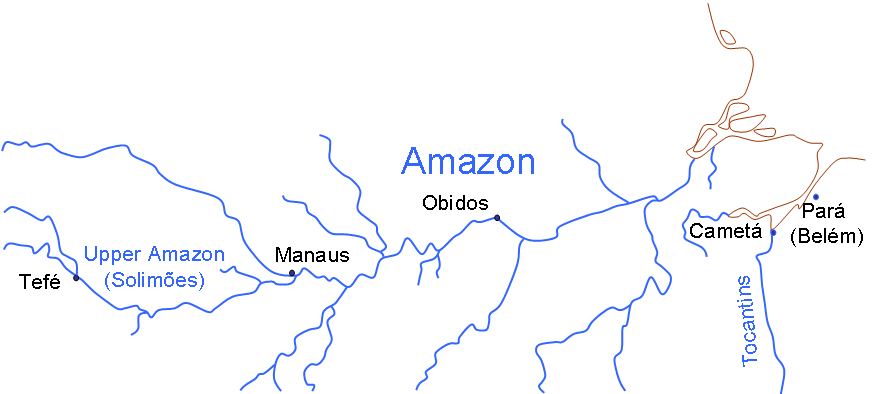
Karte des Amazonasbeckens, zeigt Orte, an denen Bates während seines 11-jährigen Aufenthalts arbeitete

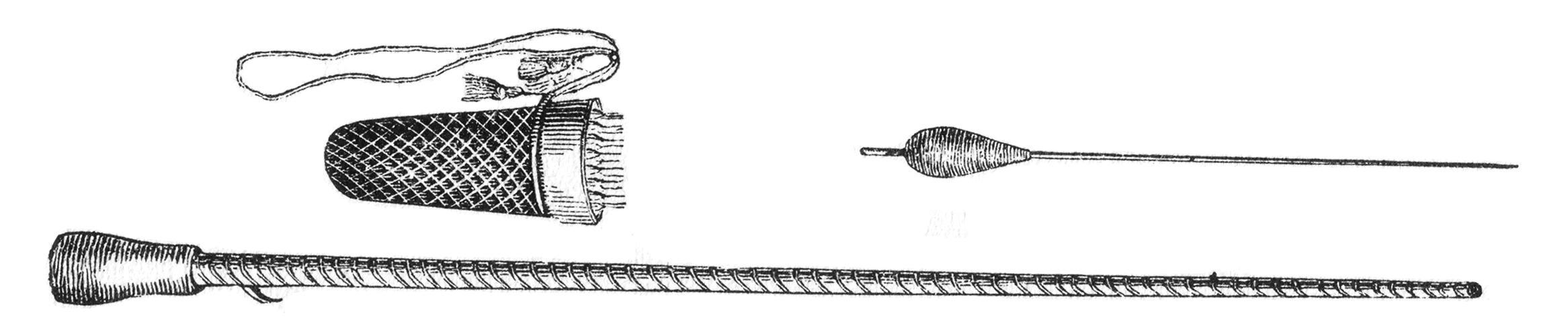
„Blow-gun, quiver, and arrow“ (deutsch: Blasrohr, Köcher und Pfeil)

Das Buch ist in folgende Kapitel unterteilt:
1. Kapitel I Pará: Ankunft – Aussehen des Landes – Der Para Fluss – Erster Spaziergang in den Vorstädten von Pará – Vögel, Eidechsen und Insekten der Vorstädte – Blattschneideameise – Übersicht über Klima, Geschichte und die gegenwärtigen Zustände von Pará
2. Kapitel II Pará: Die sumpfigen Wälder von Pará – Ein portugiesischer Grundbesitzer aus Portugal – Landhaus bei Nazareth – Leben eines Naturforschers unter dem Äquator – Die trockeneren Urwälder – Magoary – Altarme -Ureinwohner
3. Kapitel III Para: Religiöse Feiertage – Marmoset Affen – Schlangen – Insekten
4. Kapitel IV Der Rio Tocantins und Cameta: Reisevorbereitungen – Die Bucht von Goajara – Fächerpalmenhain – Der untere Tocantins – Beschreibung des Flusses Vista Allegre – Baiao – Stromschnellen – Bootstour zu den Guariba Wasserfällen – Das Leben der Einheimischen auf dem Tocantins – Zweite Reise nach Cameta
5. Kapitel V Caripi und die Bucht von Marajo: Der Rio Pará und die Bucht von Marajo – Reise nach Caripi – Weihnachtsfeier bei Negern – Eine deutsche Familie – Fledermäuse – Ameisenbären – Kolibris – Exkursion zum Murucupi – Das häusliche Leben der Einwohner – Jagdausflug mit Indianern – Weiße Ameisen
6. Kapitel VI Das untere Amazonasgebiet – Pará nach Obydos: Reisearten auf dem Amazonas – Geschichtliche Beschreibung der frühen Erforschungen des Flusses – Reisevorbereitungen – Leben an Bord eines großen Handelsschiffes – Die engen Kanäle, die Para mit dem Amazonas verbinden – Erste Begegnung mit dem Großen Fluss – Gurupa – Die Große Untiefe – Tafelberge – Santarem – Obydos
7. Kapitel VII Das untere Amazonasgebiet, Von Obydos nach Manaus oder Barra des Rio Negro: Abreise von Obydos – Flussufer und Seitenkanäle – Kakaopflanzer – Tägliches Leben an Bord unseres Schiffes – Großer Sturm – Sandinsel und ihre Vögel – Hügel des Parentins – Negerhändler und Mauhes Indianer – Villa Nova: seine Bewohner, Wald und Tiere – Cararaucu – Ein ländliches Fest – Der See von Cararaucu – Motuca – Fliegen – Serpa – Weihnachtsfeiertage – Der Fluss Madeira – Ein Mameluken Farmer – Mura Indianer – Rio Negro – Beschreibung von Barra – Fahrt nach Pará hinunter – Gelbfieber
8. Kapitel VIII Santarem: Lage von Santarem – Verhalten und Bräuche der Einwohner – Klima – Grasland und Wälder – Exkursionen zu Mapiri, Mahica und Irura mit kurzer Beschreibung ihrer Naturgeschichte – Palmen, wilde Obstbäume, Minierwespen, Mauerwespen, Bienen und Faultiere
9. Kapitel IX Reise den Rio Tapajos hinauf: Reisevorbereitungen – Erster Segeltag – Bootsverlust – Altar de Chao – Möglichkeiten Fisch zu erhalten – Schwierigkeiten mit der Schiffsbesatzung – Ankunft bei Aveyros – Exkursionen in die Umgebung – Weiße Kapuzineraffen – Wesen der Kapuzineraffen – Zahmer Papagei – Missionssiedlung – Einfahrt in den Fluss Cupari – Abenteuer mit Anaconda – Rauchgetrockneter Affe – Boa Konstriktor – Dorf der Mundurucu Indianer und feindlicher Einfall eines wilden Stammes – Wasserfälle von Cupari – Hyazinthara – Wieder im breiten Tapajos – Den Fluss hinunter nach Santarem
10. Kapitel X Das obere Amazonasgebiet – Reise nach Ega (=Tefé): Abreise von Barra – Erster Tag und Nacht auf dem oberen Amazonas – Trostloses Aussehen des Flusses während der Flutsaison – Cucama Indianer – Psychische Verfassung der Indianer – Windböen – Seekühe – Wald – Schwimmende Bimssteine von den Anden – Abschüssige Ufer – Ega und seine Einwohner – Tägliches Leben eines Naturforschers in Ega – Die vier Jahreszeiten am oberen Amazonas
11. Kapitel XI Exkursionen in die Nachbarschaft von Ega: Der Fluss Teffe – Streifzüge durch das Gehölz am Ufer – Ausflug zu dem Haus eines Passe Häuptlings – Charakter und Sitten des Passe Stammes – Erste Exkursion: Sandinseln der Solimoens – Gewohnheiten der großen Fluss-Schildkröte – Zweite Exkursion: Schildkrötenfang in den Inlandseen – Dritte Exkursion: Jagdstreifzüge mit Eingeborenen im Wald – Rückkehr nach Ega
12. Kapitel XII Tiere in der Nachbarschaft von Ega: Rotgesichtige Affen – Parauacu Affen – Eulengesichtige Nachtaffen – Pinseläffchen – Jupura – Fledermäuse – Vögel – Cuviers Tukan – Krauskopfarassari – Insekten – hängende Kokoons – Wanderameisen – Blinde Ameisen

### Abbildungen

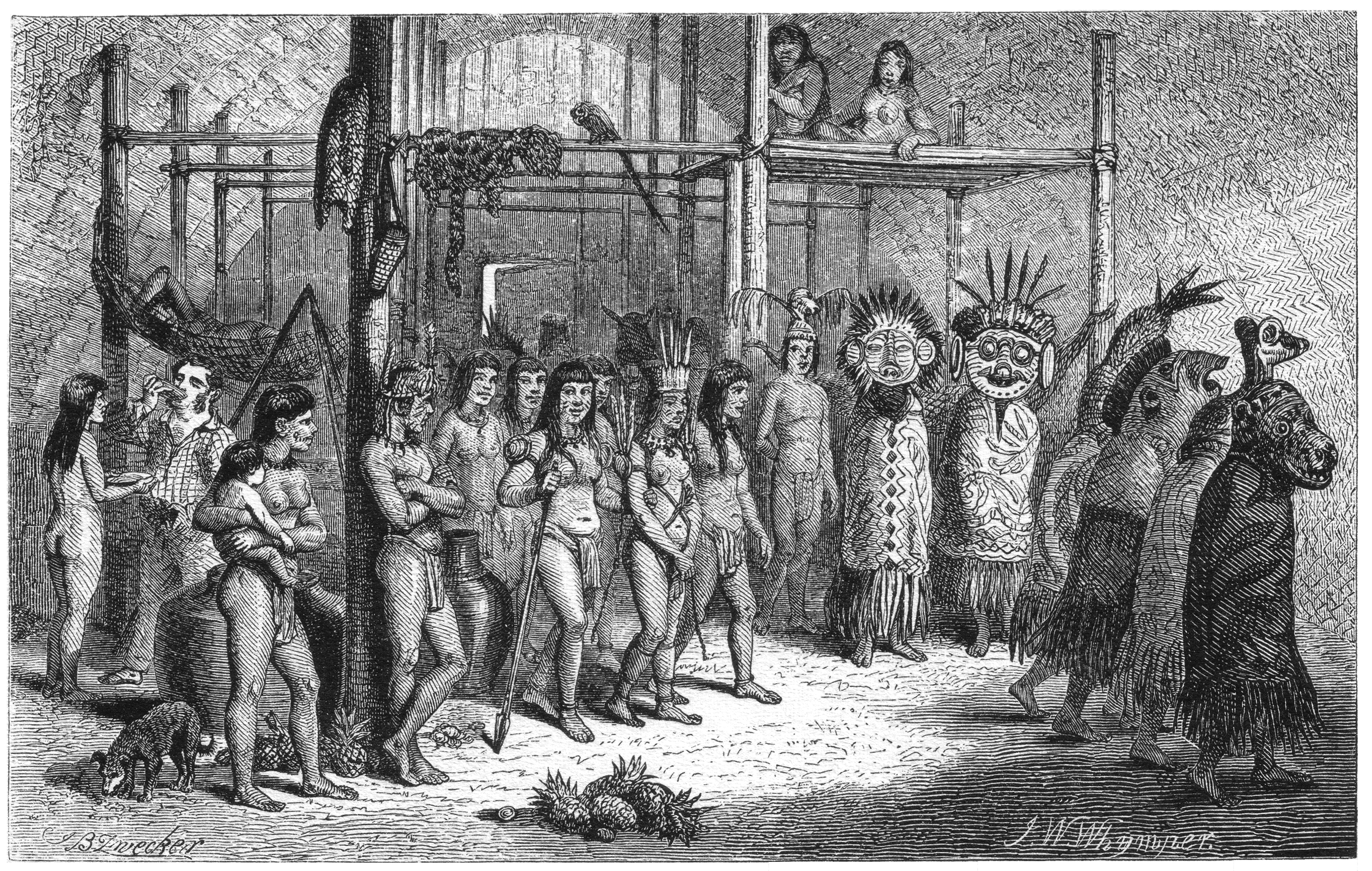
„Masked-dance and wedding-feast of Tucuna Indians“ (Maskentanz und Hochzeitsfest der Tucuna-Indianer) von Josiah Wood Whymper

Es gibt 39 Abbildungen, einige von Tieren und Pflanzen, einige von menschlichen Themen wie der „Masked-dance and wedding-feast of Tucuna Indians“ (Maskentanz und Hochzeitsfest der Tucuna-Indianer), der von Josiah Wood Whymper gezeichnet ist. Einige Illustrationen, darunter „Turtle Fishing and Adventure with Alligator“ (Schildkrötenfischen und Abenteuer mit dem Alligator) sind von dem deutschen Illustrator Johann Baptist Zwecker; einige, wie „Bird-Killing Spider (Mygale Avicularia) Attacking Finches“ (Vogeltötende Spinne (Mygale Avicularia) greift Finken an) sind von E.W. Robinson; andere von dem zoologischen Künstler Joseph Wolf.

## Wichtigste Ausgaben
- Bates H.W. 1863. The naturalist on the river Amazons. 2 Bände, Murray, London.
- Bates H.W. 1864. The naturalist on the river Amazons. 2. Auflage als ein Band, Murray, London. [gekürzt, indem Beschreibungen der Naturgeschichte entfernt wurden; oft nachgedruckt]
- Bates H.W. 1892. The naturalist on the river Amazons, with a memoir of the author by Edward Clodd. [einzige Vollausgabe seit 1863, mit guter Kurzbiographie von Clodd]